# Steve Whitmire
Steve Lawrence Whitmire (24 de septiembre de 1959, Atlanta, Georgia) es un actor de voz y titiritero estadounidense, conocido por interpretar varios personajes
en la franquicia The Muppets. Whitmire retomó a los personajes de Kermit la rana y Ernie después de la muerte del creador y titiritero Jim Henson en 1990, también tomó el rol de Beaker luego de la muerte de Richard Hunt.

## Filmografía (parcial)
| Año         | Película/serie                   | Papel                                           | Notes |
| ----------- | -------------------------------- | ----------------------------------------------- | ----- |
| 1978 - 1981 | El Show de los Muppets           | Rizzo la rata, Lips, Foo-Foo, voces adicionales |       |
| 1979        | The Muppets go Hollywood         | Caracteres adicionales                          |       |
| 1979        | The Muppet Movie                 | Kermit la rana                                  |       |
| 1979        | John Denver y los Muppets        | Caracteres adicionales                          |       |
| 1982        | El show fantástico de Miss Piggy | Kermit la rana                                  |       |
| 1981        | The great Muppet caper           | Rizzo la rata                                   |       |

## ConThe Muppets
Whitmire ha participado en casi todas las películas de Los Muppets, aun cuando
Disney compró los derechos de la franquicia. Participó de nuevo en Los Muppets, y luego, en 2014, en Muppets Most Wanted.